# Kasey Chambers
Kasey Chambers (4 de junho de 1976) é uma cantora e compositora australiana. Ela é filha do guitarrista Bill Chambers, e a irmã do músico e produtor Nash Chambers.

## Discografia
- Red Desert Sky (1993) com Dead Ringer Band
- Home Fires (1995) com Dead Ringer Band
- Living in the Circle (1997) com Dead Ringer Band
- Hopeville (1998) com Dead Ringer Band
- The Captain (1999)
- Very Best Of: So Far (2000) com Dead Ringer Band
- Barricades & Brickwalls (2001)
- Wayward Angel (2004)
- Carnival (2006)
- Little Bird (2010)